# Laurent Marin-Darbel
Pour les articles homonymes, voir Marin.
Laurent-Victor Marin-Darbel (né le 10 juin 1849 et mort le 14 juillet 1928) est un vice-amiral de la Marine française.

## Biographie
Marin-Darbel entre à l'École navale en 1865 ; aspirant en 1868, il embarque sur la Minerve et prend la direction de la mer de Chine pour la station de Cochinchine. Enseigne de vaisseau en 1870, il prend la direction de la Nouvelle-Calédonie à bord du transport Rhin, avant de rentrer en France et suivre la formation de l'École des défenses sous-marines à Rochefort ; il est ensuite affecté au ministère, à la section des torpilles. En 1877 il embarque comme officier torpilleur sur le cuirassé Gauloise ; en 1879, il est promu lieutenant de vaisseau et suit des cours de l'École de canonnage de Toulon, sur le Souverain (en). Marin-Darbel est second du D'Estrées de la division du Pacifique en 1881, avant d'être nommé commandant de l'aviso Boursaint quatre ans plus tard ; il est régulièrement complimenté, que ce soit pour ses travaux diplomatiques ou hydrographiques.
En mai 1886, Marin-Darbel est officier torpilleur sur le cuirassé Dévastation en escadre d'évolutions, avant d'être nommé aide de camp du commandant sur le Colbert en octobre. Il commande son premier navire en décembre 1888, l'aviso Bombe, avant d'être nommé aide de camp du Ministre de la Marine en 1890. Promu capitaine de frégate la même année, il commande le croiseur Troude en 1892 puis le Wattignies en 1894. Promu capitaine de vaisseau, Marin-Darbel est le commandant du cuirassé Magenta en 1898, puis le croiseur cuirassé Pothuau, se faisant connaître par ses brillantes manœuvres. En juillet 1901, il commande la Couronne, navire-école de canonnage de l'école de Toulon, avant de devenir en septembre 1903 chef d'état-major de l'escadre de Méditerranée, sur le Saint-Louis puis sur le Suffren, se distinguant aux grandes manœuvres de 1905. Promu contre-amiral en mai 1906, Marin-Darbel commande la 3e division de l'escadre de Méditerranée, portant sa marque sur le Bouvet ; chef d'état-major de la Marine de juillet 1909 à février 1911, il est promu vice-amiral en septembre 1909 avant de commander la 3e puis la 2e escadre à partir de janvier 1913.
Marin-Darbel quitte le service en mai 1914 et meurt à Fontainebleau le 14 juillet 1928.

## Distinctions
- Grand officier de la Légion d'honneur (10 juillet 1913)[3]